# In profilo
In profilo è un termine utilizzato in araldica quando così si collocano figure che dovrebbero vedersi di fronte.

Nel primo di rosso, al busto di vecchio di carnagione, capelluto e barbuto d'argento, in profilo (stemma di Samo)